# Gelatina animale
La gelatina animale è un prodotto ottenuto per estrazione in soluzione acquosa a caldo dai tessuti connettivi animali tramite idrolisi. 

## Produzione

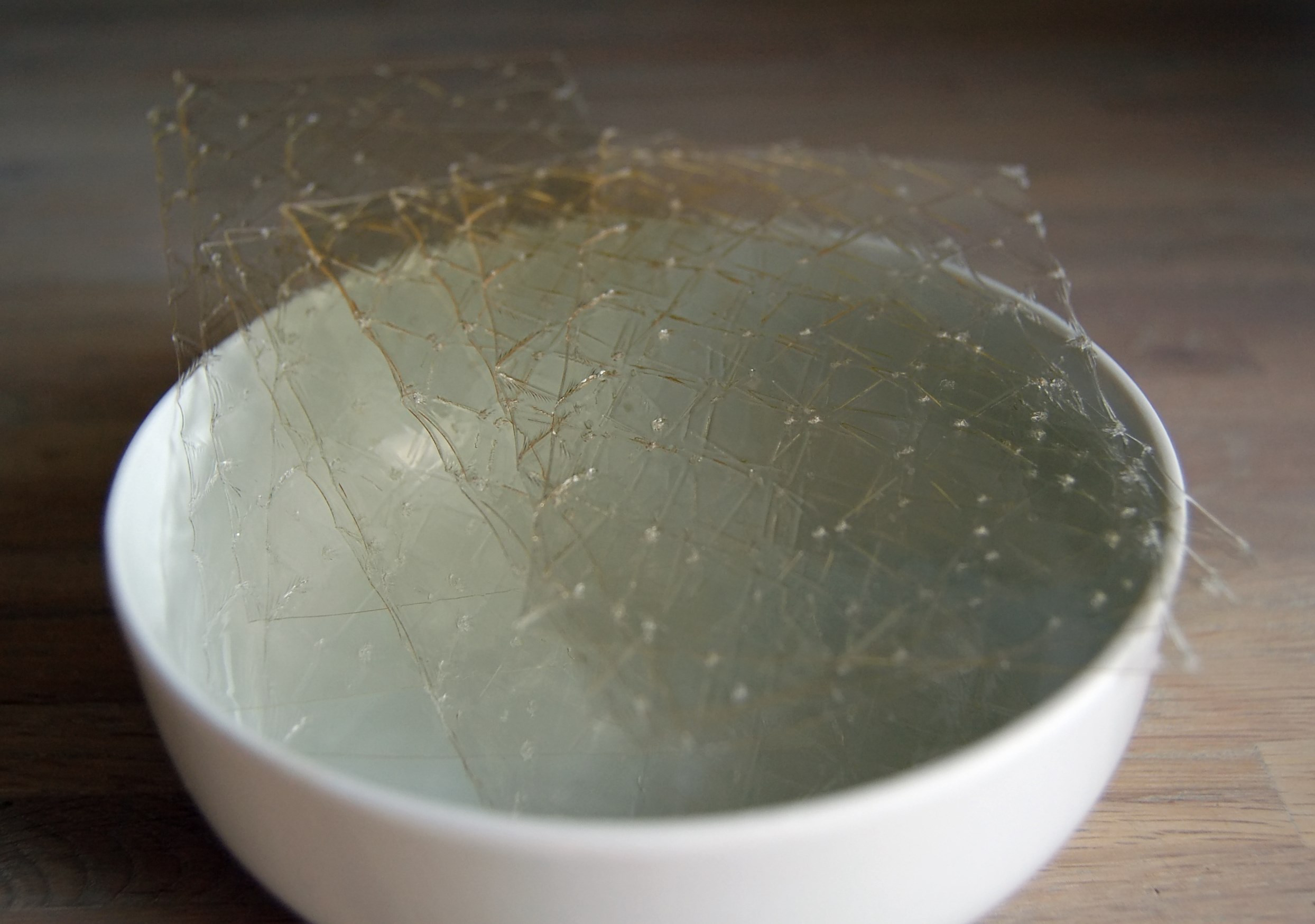
Gelatina animale in foglietti sopra una tazza

Dopo essere stata purificata tramite filtrazione e demineralizzazione, la soluzione di gelatina viene concentrata per evaporazione sotto vuoto, sterilizzata ad una temperatura superiore ai 138 °C, gelificata per raffreddamento e essiccata. Si ottiene così un prodotto facilmente trasportabile e confezionabile e che può essere conservato a temperatura ambiente.
La produzione mondiale si aggira sulle 400.000 tonnellate annue Il principale materiale utilizzato per produrre la gelatina è, almeno in Europa, la cotenna di maiale, dalla quale si ricava circa l'80% della gelatina prodotta.

## Utilizzi

Produzione di gelatina per grandi aree geografiche

La gelatina è utilizzata nell'industria alimentare per aumentare la consistenza o la viscosità di diversi alimenti oppure per ricoprirli; in questo caso si parla di preparazione in bellavista. Nell'industria farmaceutica le gelatine animali sono usate nella produzione delle capsule e in campo enologico per la chiarifica dei mosti o del vino. La gelatina è anche un componente essenziale delle caramelle gommose.
Commercialmente viene spesso denominata impropriamente colla di pesce perché in passato la gelatina veniva prodotta a partire da sottoprodotti ittici.